# Мост шпијуна (филм)
Мост шпијуна (енгл. Bridge of Spies) амерички је историјско драмски филм из 2015. године у режији Стивена Спилберга. Сценарио потписују Мет Черман и Браћа Коен, док су продуценти филма Марк Плат, Спилберг и Кристи Макоско Кригер. Филмску музику је компоновао Томас Њуман. 
Радња филма одвија се током Хладног рата и прати адвоката Џејмса Б. Донована који води преговоре за ослобађања америчког пилота Франсиса Гарија Пауерса, чији је авион оборен 1960. у совјетском ваздушном простору.
Насловну улогу тумачи Том Хенкс као адвокат Џејмс Б. Донован, док су у осталим улогама Марк Рајланс, Ејми Рајан и Алан Олда. Дистрибуиран од стране Walt Disney Studios Motion Picturesа у Сједињеним Америчким Државама и 20th Century Studiosа у остатку света, светска премијера филма је била одржана 16. октобара 2015. године. Буџет филма је износио 40 милиона долара,а зарада од филма је 165,5 милиона долара. 
14. јануара 2016. године филм Мост шпијуна је добио номинације за шест Оскара укључујући номинације за најбољи филм, најбољи оригинални сценарио и најбољег глумца у споредној улози (Рајланс). Добио је награду за најбољег глумца у споредној улози.

## Радња
За време Хладног рата, амерички адвокат Џејмс Донован (Том Хенкс), позван је да брани ухапшеног совјетског шпијуна и помогне ЦИА да изврши његову размену за заробљеног америчког пилота шпијунског авиона. Висок ризик и неизвесност покрећу причу инспирисану истинитим догађајима који истичу у први план човека који је ризиковао све и живописно оживљавају његово лично путовање. 

## Главне улоге
| Глумац             | Улога               |
| ------------------ | ------------------- |
| Том Хенкс          | Џејмс Б. Донован    |
| Марк Рајланс       | Рудолф Абел         |
| Ејми Рајан         | Мери Донован        |
| Алан Олда          | Томас Вотерс        |
| Остин Стоуел       | Франсис Гари Пауерс |
| Скот Шепард        | Хофман              |
| Џеси Племонс       | Марфи               |
| Доменик Ломбардоци | агент Бласко        |
| Себастијан Кох     | Волфганг Вогел      |
| Ив Хјусон          | Керол Донован       |
| Михаил Горевој     | Иван Шишкин         |